# Kupljenik
Kupljenik je naselje v Občini Bled. Vas leži na severnem pobočju Jelovice, nad desnim bregom Save Bohinjke in služi kot izhodiščna točka za vzpon na Babji zob. Sredi vasi stoji cerkev sv. Štefana, ki je poznana po žegnanju konj na štefanovo.